# Moulay Bousselham
Moulay Bousselham  (in arabo مولاي بوسلهام‎?) è un centro abitato e comune rurale del Marocco situato nella provincia di Kénitra, regione di Rabat-Salé-Kénitra. Conta una popolazione di 26 608 abitanti (censimento 2014).